# 深圳建设集团
深圳市建设（集团）有限公司（簡稱：深圳建设集团或深圳市建设集团）是一間主要從事房地產開發的公司。公司的前身為深圳市建設承包優先公司，创始成员由调往深圳转业的基建工程兵各部队改组而成，於1983年於深圳成立，现由深圳特区建工集团擁有83%股份。。

## 历史沿革
1983年9月15日，来深建设的基建工程兵各部队移交地方集体转业，为了接收这批队伍，深圳市人民政府成立深圳市建设总公司，接管合并原基建工程兵冶金指挥部深圳临时指挥所，以及基建兵三十一支队机关并统领属下改组单位。最初由如下单位组成
- 深圳市第一建筑工程公司（由三十一支队1团改组，现为深圳特皓集团）
- 深圳市第二建筑工程公司（由三十一支队16团改组，现为深圳建业集团）
- 深圳市第三建筑工程公司（由三十一支队19团改组，现为鹏城建筑集团）

- 深圳市第四建筑工程公司（由三十一支队303团改组，现为越众投控）
- 深圳市第五建筑工程公司（由三十一支队304团改组，一度改为金众集团，现为深圳建工集团）
- 深圳市市政工程公司（由三十一支队302团改组，后创立天健集团并为其子公司，现为深圳特区建工集团的核心成员）
- 深圳市机电设备安装公司（由三十一支队802团改组，现为深圳建安集团，为深圳特区建工集团的成员）

当年国家压缩基建规模，加上工程招标很不完善，建设总公司及属下单位因此面临无活干，待遇差的问题。在原部队干部的争取下，市政府对市政建设工程由全部招标，改为部分议标，直接交由建设总公司下属单位建设。后对下属单位实施“百元产值工资含量包干”等方案，经营才走上正轨。
1989年，属下开发部改组为深圳市振业股份公司。
1994年8月，改制为国有资产经营公司，当年为深圳市第二大企业。
1996年9月，以建设集团和市15家属建筑工程企业为基础，组建深圳市建设控股公司，当时下辖七家上市公司，是深圳最初三家国有资产经营公司，原建设集团的成员尽数并入。
2004年，深圳市建设控股公司被撤销，并入深圳市投資控股有限公司，原先建设集团的管理层及员工因此回归原单位，再度重建深圳建设集团，而原先属下的建筑企业在之前这段时间里逐步分离出去，而脱离建设集团的控制。
2006年，深圳市建设（集团）公司進行改制，深圳市投资控股有限公司只保留29%的股权，其余转让给集团管理层和员工。
2009年， 建设集团一度出现经营危机，靠出售项目权益勉强获利。
2010年，萬科提出收購深圳建设集团71%的股权。然而由于国有股东和持股管理层及员工无法打成一致而告吹。
2011年1月15日，深圳市国资委对建设集团股权进行转让招标，恒大地產在投标中击败另一个投标者华强集团，以16.64億元人民幣投得深圳建設集團71%股權。
2017年11月，深圳市国资委属下的深圳建安集团，深圳建筑工程股份公司接手恒大集团持有的95%深圳市建设集团股份，使得深圳建设集团重回深圳市国资体系。
2019年10月深圳市纪委消息指出深圳市建设集团有限公司董事长汪清波严重违纪违法，被開除共產黨籍，新聞指出其調查期間與党組織對抗，与他人串供伪造证据，反抗组织调查。查實罪行為向管理和服务对象高息放贷，获大额回报；利职务之便大搞权钱交易，在深圳市体育中心体育馆改造提升拆除等工程中，收受劳务承包商所送巨额财物。
2019年 12月，深圳市人民政府以天健集团为核心，组建深圳特区建工集团，深圳市建设集团也为集团成员之一。